# Chrysactinium
Chrysactinium Wedd., 1857 è un genere di piante angiosperme dicotiledoni della famiglia delle Asteraceae.

## Descrizione
L'habitus delle piante di questo genere è erbaceo perenne rizomatoso rosettiforme. Gli organi interni di queste piante sono provvisti di latice bianco. La pubescenza è tomentosa formata da peli semplici e si trova sugli steli e sulle superfici abassiali delle foglie, talvolta è presente all'apice delle brattee involucrali.
Le foglie lungo il fusto sono disposte in modo opposto; in genere sono presenti delle rosette raggruppate insieme a piccoli steli; sono inoltre picciolate. Alla base delle foglie possono essere presenti delle pseudostipole o dei dischi nodali, talvolta fusi nella guaina. Il contorno della lamina è intero cuneato o piccioliforme. Le venature variano da trinervate a pennate. I bordi continui sono dentati finemente. La superficie può essere liscia oppure bollosa; di sotto è tomentosa. La consistenza in genere è fogliacea oppure carnosa.
L'infiorescenza è formata da capolini di tipo radiato eterogamo. I capolini sono singoli (monocefali) e sono lungamente peduncolati. La struttura dei capolini è quella tipica delle Asteraceae: un peduncolo (corto o lungo) sorregge un involucro a forma ampiamente campanulata composto da 40 - 60 squame (o brattee) disposte in 4 - 5 serie in modo embricato e scalato che fanno da protezione al ricettacolo sul quale s'inseriscono due tipi di fiori: quelli esterni ligulati, disposti a raggiera e quelli interni tubulosi molto più numerosi. Il ricettacolo, alveolato e squamuloso, spesso con creste o punte sporgenti, è nudo (senza pagliette).
I fiori sono tetra-ciclici (ossia sono presenti 4 verticilli: calice – corolla – androceo – gineceo) e pentameri (ogni verticillo ha in genere 5 elementi). I fiori si dividono in due tipi: del raggio e del disco. I fiori del raggio (ligulati e zigomorfi da 30 a 60) sono di solito femminili e fertili. I fiori del disco (tubulosi e actinomorfi da 30 a 60) sono in genere ermafroditi.
- Formula fiorale:

*/x K {\displaystyle \infty }, [C (5), A (5)], G 2 (infero), achenio
- Calice: i sepali del calice sono ridotti ad una coroncina di squame.

- Corolla: le ligule delle corolle dei fiori del raggio hanno delle forme da lineari a ellittico-oblunghe (a volte sono ben sviluppate) e terminano con tre denti; le gole dei fiori del disco sono ampie con lobi allungati e lineari; il colore in genere è giallo o più raramente bianco.

- Androceo: gli stami sono 5 con filamenti liberi e distinti, mentre le antere sono saldate in un manicotto (o tubo) circondante lo stilo. Le antere non sono lobate (ma possono avere delle code anche con frange) e le teche sono colorate di marrone scuro o nere. Il polline, ricoperto da spine in modo uniforme (echinato), è sferico (diametro: 25 - 50 micron) e di tipo tricolporato.

- Gineceo: lo stilo è filiforme, mentre gli stigmi dello stilo sono due, brevi e divergenti. L'ovario è infero uniloculare formato da 2 carpelli. Gli stigmi in genere sono corti e filiformi ed hanno la superficie stigmatica (papillosa) interna. La parte superiore dello stilo può essere pelosa (quella basale è glabra).

I frutti sono degli acheni con pappo. Gli acheni hanno una forma prismatica (con 8 - 10 coste) o biconvessa; al loro interno sono presenti dei rafidi a sezione subquadrata. Il pappo è formato da 30 - 60 setole bianche.

## Biologia
- Impollinazione: l'impollinazione avviene tramite insetti (impollinazione entomogama tramite farfalle diurne e notturne).
- Riproduzione: la fecondazione avviene fondamentalmente tramite l'impollinazione dei fiori (vedi sopra).
- Dispersione: i semi (gli acheni) cadendo a terra sono successivamente dispersi soprattutto da insetti tipo formiche (disseminazione mirmecoria). In questo tipo di piante avviene anche un altro tipo di dispersione: zoocoria. Infatti le brattee dell'involucro possono agganciarsi ai peli degli animali di passaggio disperdendo così anche su lunghe distanze i semi della pianta.

## Distribuzione e habitat
La distribuzione delle piante di questo genere è relativa al nord del Perù e dell'Ecuador.

## Tassonomia
La famiglia di appartenenza di questa voce (Asteraceae o Compositae, nomen conservandum) probabilmente originaria del Sud America, è la più numerosa del mondo vegetale, comprende oltre 23.000 specie distribuite su 1.535 generi, oppure 22.750 specie e 1.530 generi secondo altre fonti (una delle checklist più aggiornata elenca fino a 1.679 generi). La famiglia attualmente (2021) è divisa in 16 sottofamiglie.

### Filogenesi
Le piante di questa voce appartengono alla tribù Liabeae della sottofamiglia Vernonioideae. Questa assegnazione è stata fatta solo ultimamente in base ad analisi di tipo filogenetico sul DNA delle piante. Precedenti classificazioni descrivono queste piante nella sottofamiglia Cichorioideae oppure (ancora prima) i vari membri di questo gruppo, a dimostrazione della difficoltà di classificazione delle Liabeae, erano distribuiti in diverse tribù: Vernonieae, Heliantheae, Helenieae, Senecioneae e Mutisieae.
Le seguenti caratteristiche sono condivise dalla maggior parte delle specie della tribù:
- nei fusti è frequente la presenza di lattice;
- le foglie hanno una disposizione opposta e spesso sono fortemente trinervate con superfici inferiori tomentose;
- il colore dei fiori del raggio e del disco sono in prevalenza gialli o tonalità vicine;
- le corolle del disco sono profondamente lobate;
- le basi delle antere sono calcarate;
- le superfici stigmatiche sono continue all'interno dei rami dello stilo;
- il polline è spinoso e sferico.

Il genere di questa voce è descritto nella sottotribù Munnoziinae H. Rob., 1983, una delle quattro sottotribù di Labieae. La sottotribù si trova nel "core" della tribù, e insieme alla sottotribù Paranepheliinae formano un "gruppo fratello" (entrambe le sottotribù sono state le ultime a divergere). Il genere Chrysactinium all'interno della sottotribù si trova nidificato all'interno del genere Munnozia (genere parafiletico).
Le specie di questo genere sono individuate dai seguenti caratteri:
- il portamento di queste piante è formato da piccole erbe perenni;
- le foglie sono raccolte in rosette o raggruppate insieme a piccoli steli;
- le teche delle antere sono colorate di marrone scuro o nero;
- il pappo è bianco;

Il numero cromosomico delle specie di questo gruppo varia da 2n = 11 a 2n = 16.

### Elenco delle specie
Per questo genere sono assegnate le seguenti 7 specie:
- Chrysactinium acaule (Kunth) Wedd.
- Chrysactinium amphothrix  (S.F. Blake) H. Rob. & Brettell
- Chrysactinium breviscapum  M.O. Dillon & Sagást.
- Chrysactinium caulescens  (Hieron.) H. Rob. & Brettell
- Chrysactinium hieracioides  (Kunth) H. Rob. & Brettell
- Chrysactinium rosulatum  (Hieron.) H. Rob. & Brettell